# Saison 6 de Vampire Diaries
Chronologie
Saison 5 Saison 7
Cet article présente les vingt-deux épisodes de la sixième saison de la série télévisée américaine Vampire Diaries (The Vampire Diaries).

## Synopsis
Quatre mois se sont écoulés depuis la mort de Damon et Bonnie. Elena ne se remet pas de leur disparition, tout comme Jeremy et Stefan , celui-ci préférant dorénavant vivre à l'écart des autres. Désormais, plus aucun être surnaturel ne peut plus passer la limite de Mystic Falls, ce qui complique la vie de certains dont notamment Caroline et Alaric.
Chacun essaye de continuer de vivre sa vie à sa façon. Alaric est retourné enseigner à l'université et fait la rencontre de la mystérieuse Josette "Jo" Laughlin. De leur côté, Matt et Tyler vont toujours à la fac; ce dernier étant revenu en tant que loup-garou, peine à contrôler ses émotions et ainsi risque de voir sa malédiction s'enclencher à nouveau. Un nouveau chasseur de vampires apparaît en ville et se met à torturer Enzo.
Pendant ce temps, Damon et Bonnie se retrouvent coincés en 1994 dans un monde parallèle du monde des vivants et sont condamnés à revivre éternellement le même jour. Ils y font la connaissance de Kai Parker, un jeune sorcier emprisonné dans ce monde parallèle depuis plus de vingt ans. Mais ils vont vite s'apercevoir que Kai n'est pas celui qu'ils pensent.
Damon va revoir Elena et ils vont parler.

## Distribution

### Acteurs principaux
- Nina Dobrev (VF : Caroline Lallau) : Elena Gilbert
- Paul Wesley (VF : Stéphane Pouplard) : Stefan Salvatore
- Ian Somerhalder (VF : Cédric Dumond) : Damon Salvatore
- Katerina Graham (VF : Stéphanie Hédin) : Bonnie Bennett
- Candice Accola (VF : Fily Keita) : Caroline Forbes
- Zach Roerig (VF : Yann Peira)  : Matt Donovan
- Michael Trevino (VF : Donald Reignoux) : Tyler Lockwood
- Matt Davis (VF : Alexis Victor) : Alaric Saltzman
- Michael Malarkey (VF : Pascal Nowak) : Enzo St John
- Steven R. McQueen (VF : Fabrice Fara) : Jeremy Gilbert (épisodes 1 à 14 et 22)

### Acteurs récurrents
- Marguerite MacIntyre (VF : Emmanuèle Bondeville) : shérif Elizabeth « Liz » Forbes
- Colin Ferguson (VF : Éric Aubrahn) : Thomas Vincent III « Tripp Cooke » Fell
- Gabrielle Walsh (VF : Ludivine Maffren) : Monique, la fausse Sarah Salvatore
- Penelope Mitchell (VF : Marie Tirmont) : Liv Parker
- Chris Brochu (VF : Franck Lorrain) : Luke Parker
- Jody Lyn O'Keefe (VF : Cathy Diraison) : Josette « Jo » Laughlin née Parker
- Chris Wood (VF : Yoann Sover) : Malachaï « Kai » Parker
- Emily C. Chang (VF : Philippa Roche) : Ivy, la petite-amie de Stefan
- Marco James (VF : Mike Fédée) : Liam Davis, le camarade de classe d'Elena
- Annie Wersching (VF : Laurence Dourlens) : Lily Salvatore, la mère de Damon et Stefan
- Tristin Mays (VF : Audrey Sablé) : Sarah Salvatore, la fille de Zack (la nièce de Damon et Stefan)

### Invités
- Jayson Warner Smith : Dean (épisodes 1 et 3)
- Joanna Kanell : la fille dans les bois (épisode 1)
- Ryell Segura : le garçon dans les bois (épisode 1)
- Chris William Martin : Zachary « Zach » Salvatore (flashback, épisode 3)
- Tadasay Young : Gail, la petite-amie de Zach (flashback, épisode 3)

## Production

### Développement
Le 13 février 2013, la série a été renouvelée pour cette sixième saison.

### Casting
Les acteurs Nina Dobrev, Paul Wesley, Ian Somerhalder, Steven R. McQueen, Kat Graham, Candice Accola, Zach Roerig et Michael Trevino sont annoncés pour reprendre leur rôle principal lors de la saison.
En juin 2014, Michael Malarkey a obtenu le statut d'acteur principal lors de la saison et Matthew Davis est confirmé pour reprendre son rôle principal d'Alaric Saltzman.
En juillet 2014, Gabrielle Walsh, Colin Ferguson, Emily C. Chang, Jody Lynn O'Keefe, Marco James et Chris Wood ont obtenu un rôle récurrent pour la saison.
En décembre 2014, Annie Wersching a obtenu un rôle récurrent pour la saison.
En janvier 2015, il est confirmé que Steven R. McQueen (Jeremy Gilbert) quittera la série après le 14e épisode alors que Tristin Mays a obtenu un rôle récurrent pour la saison.

### Diffusions
Aux États-Unis, elle est diffusée depuis le 2 octobre 2014 sur The CW, aux États-Unis.
Au Canada, elle est diffusée en simultané sur CTV Two.
- La diffusion francophone se déroule ainsi :

En Suisse, la saison est diffusée depuis le 20 mai 2015 sur RTS Un, ;
En France, la saison est diffusée depuis le 10 janvier 2016 sur Série Club et à partir du 21 juillet 2016 sur NT1
Aucune diffusion concernant les autres pays francophones n'a été annoncée.

## Liste des épisodes
Note : Lors de la diffusion dans les pays francophones, les titres d'épisodes ne sont parfois pas les mêmes. Ainsi, les premiers titres indiqués correspondent à ceux utilisés dans le pays de première diffusion en français, étant prioritaire, les autres sont indiqués en second le cas échéant.

### Épisode 1:Chacun de son côté
- États-Unis /  Canada : 2 octobre 2014 sur The CW[23] / CTV Two
- Suisse : 20 mai 2015 sur RTS Un[18],[19]
- France : 
  - 10 janvier 2016 sur Série Club[20]
  - 21 juillet 2016 sur NT1[21]
- Québec : 8 septembre 2017 sur VRAK.TV

- États-Unis : 1,81 million de téléspectateurs[24] (première diffusion)

- Marguerite MacIntyre (Shérif Elizabeth Forbes)
- Jody Lyn O'Keefe (Jo Laughlin)

### Épisode 2:Le Jour sans fin
- États-Unis : 9 octobre 2014 sur The CW
- Suisse : 20 mai 2015 sur RTS Un[19]
- France : 
  - 10 janvier 2016 sur Série Club[20]
  - 22 juillet 2016 sur NT1
- Québec :  15 septembre 2017 sur VRAK.TV

- États-Unis : 1,67 million de téléspectateurs[25] (première diffusion)

### Épisode 3:Reste avec nous
- États-Unis : 16 octobre 2014 sur The CW
- Suisse : 27 mai 2015 sur RTS Un[19]
- France : 
  - 10 janvier 2016 sur Série Club[20]
  - 25 juillet 2016 sur NT1
- Québec : 22 septembre 2017 sur VRAK.TV

- États-Unis : 1,83 million de téléspectateurs[26] (première diffusion)

- Chris Wood (Kai Parker)

### Épisode 4:Une journée en enfer
- États-Unis : 23 octobre 2014 sur The CW
- Suisse : 27 mai 2015 sur RTS Un[19]
- France : 
  - 17 janvier 2016 sur Série Club
  - 26 juillet 2016 sur NT1
- Québec : 29 septembre 2017 sur VRAK.TV

- États-Unis : 1,66 million de téléspectateurs[27] (première diffusion)

- Marguerite MacIntyre (Shérif Elizabeth Forbes)
- Jody Lyn O'Keefe (Jo Laughlin)
- Chris Wood (Kai Parker)

### Épisode 5:Le Retour des héros
- États-Unis : 30 octobre 2014 sur The CW
- Suisse : 3 juin 2015 sur RTS Un[19]
- France : 
  - 17 janvier 2016 sur Série Club
  - 28 juillet 2016 sur NT1
- Québec : 6 octobre 2017 sur VRAK.TV

- États-Unis : 1,58 million de téléspectateurs[28] (première diffusion)

- Jody Lyn O'Keefe (Jo Laughlin)
- Chris Wood (Kai Parker)

### Épisode 6:Je t'aime, moi non plus
- États-Unis : 6 novembre 2014 sur The CW
- Suisse : 3 juin 2015 sur RTS Un[19]
- France : 
  - 22 janvier 2016 sur Série Club
  - 29 juillet 2016 sur NT1
- Québec :  13 octobre 2017 sur VRAK.TV

- États-Unis : 1,59 million de téléspectateurs[29] (première diffusion)

- Jody Lyn O'Keefe (Jo Laughlin)

### Épisode 7:Souvenirs perdus
- États-Unis : 13 novembre 2014 sur The CW
- Suisse : 10 juin 2015 sur RTS Un[19]
- France : 
  - 24 janvier 2016 sur Série Club
  - 1er août 2016 sur NT1

- États-Unis : 1,54 million de téléspectateurs[30] (première diffusion)

- Marguerite MacIntyre (Shérif Elizabeth Forbes)
- Jody Lyn O'Keefe (Jo Laughlin)
- Chris Wood (Kai Parker)

### Épisode 8:La Croisée des chemins
- États-Unis : 20 novembre 2014 sur The CW
- Suisse : 10 juin 2015 sur RTS Un[19]
- France : 
  - 24 janvier 2016 sur Série Club
  - 2 août 2016 sur NT1

- États-Unis : 1,68 million de téléspectateurs[31] (première diffusion)

- Jody Lyn O'Keefe (Jo Laughlin)
- Chris Wood (Kai Parker)

### Épisode 9:Seule au monde
- États-Unis : 4 décembre 2014 sur The CW
- Suisse : 17 juin 2015 sur RTS Un[19]
- France :
  - 26 janvier 2016 sur Série Club
  - 4 août 2016 sur NT1
- Québec : 3 novembre 2017 sur VRAK.TV

- États-Unis : 1,49 million de téléspectateurs[32] (première diffusion)

- Jody Lyn O'Keefe (Jo Laughlin)
- Chris Wood (Kai Parker)

- Candice Accola (Caroline Forbes) n'apparaît pas dans cet épisode.

### Épisode 10:Les Larmes de Noël
- États-Unis : 11 décembre 2014 sur The CW
- Suisse : 17 juin 2015 sur RTS Un[19]
- France : 
  - 27 janvier 2016 sur Série Club
  - 5 août 2016 sur NT1
- Québec : 10 novembre 2017 sur VRAK.TV

- États-Unis : 1,82 million de téléspectateurs[33] (première diffusion)

- Marguerite MacIntyre (Shérif Elizabeth Forbes)
- Jody Lyn O'Keefe (Jo Laughlin)
- Chris Wood (Kai Parker)

### Épisode 11:Le Sang guérisseur
- États-Unis : 22 janvier 2015 sur The CW
- Suisse : 24 juin 2015 sur RTS Un[19]
- France : 
  - 28 janvier 2016 sur Série Club
  - 8 août 2016 sur NT1
- Québec : 17 novembre 2017 sur VRAK.TV

- États-Unis : 1,63 million de téléspectateurs[34] (première diffusion)

- Marguerite MacIntyre (Shérif Elizabeth Forbes)
- Jody Lyn O'Keefe (Jo Laughlin)
- Chris Wood (Kai Parker)

### Épisode 12:Une prière pour les condamnés
- États-Unis : 29 janvier 2015 sur The CW
- Suisse : 24 juin 2015 sur RTS Un[19]
- France : 
  - 29 janvier 2016 sur Série Club
  - 9 août 2016 sur NT1
- Québec : 24 novembre 2017 sur VRAK.TV

- États-Unis : 1,47 million de téléspectateurs[35] (première diffusion)

- Marguerite MacIntyre (Shérif Elizabeth Forbes)
- Jody Lyn O'Keefe (Jo Laughlin)
- Chris Wood (Kai Parker)

### Épisode 13:Une page se tourne
- États-Unis : 5 février 2015 sur The CW
- Suisse : 1er juillet 2015 sur RTS Un[19]
- France : 
  - 2 février 2016 sur Série Club
  - 11 août 2016 sur NT1
- Québec : 1er décembre 2017 sur VRAK.TV

- États-Unis : 1,61 million de téléspectateurs[36] (première diffusion)

- Chris Wood (Kai Parker)

### Épisode 14:La Fin du mystère
- États-Unis : 12 février 2015 sur The CW
- Suisse : 1er juillet 2015 sur RTS Un[19]
- France : 
  - 3 février 2016 sur Série Club
  - 12 août 2016 sur NT1
- Québec : 8 décembre 2017 sur VRAK.TV

- États-Unis : 1,52 million de téléspectateurs[37] (première diffusion)

- Marguerite MacIntyre (Shérif Elizabeth Forbes)

- Cet épisode marque le départ de Marguerite MacIntyre de la série.

### Épisode 15:Laissez-la partir
- États-Unis : 19 février 2015 sur The CW
- Suisse : 8 juillet 2015 sur RTS Un[19]
- France : 
  - 14 février 2016 sur Série Club
  - 15 août 2016 sur NT1
- Québec : 15 décembre 2017 sur VRAK.TV

- États-Unis : 1,41 million de téléspectateurs[38] (première diffusion)

- Marguerite MacIntyre (Shérif Elizabeth Forbes)
- Jody Lyn O'Keefe (Jo Laughlin)
- Chris Wood (Kai Parker)

### Épisode 16:La Spirale infernale
- États-Unis : 12 mars 2015 sur The CW
- Suisse : 8 juillet 2015 sur RTS Un[19]
- France : 
  - 5 février 2016 sur Série Club
  - 16 août 2016 sur NT1
- Québec : 22 décembre 2017 sur VRAK.TV

- États-Unis : 1,3 million de téléspectateurs[39] (première diffusion)

- Chris Wood (Kai Parker)

### Épisode 17:Prison dorée
- États-Unis : 19 mars 2015 sur The CW
- Suisse : 15 juillet 2015 sur RTS Un[19]
- France : 
  - 9 février 2016 sur Série Club
  - 18 août 2016 sur NT1
- Québec : 29 décembre 2017 sur VRAK.TV

- États-Unis : 1,59 million de téléspectateurs[40] (première diffusion)

- Jody Lyn O'Keefe (Jo Laughlin)
- Chris Wood (Kai Parker)

### Épisode 18:Le Retour de l'ange
- États-Unis : 16 avril 2015 sur The CW
- France : 
  - 21 février 2016 sur Série Club
  - 19 août 2016 sur NT1
- Québec : 5 janvier 2018 sur VRAK.TV

- États-Unis : 1,35 million de téléspectateurs[41] (première diffusion)

- Jody Lyn O'Keefe (Jo Laughlin)

### Épisode 19:Humain ou Vampire?
- États-Unis : 23 avril 2015 sur The CW
- Suisse : 1er août 2015 sur RTS Un
- France : 
  - 10 février 2016 sur Série Club
  - 22 août 2016 sur NT1
- Québec :  12 janvier 2018 sur VRAK.TV

- États-Unis : 1,37 million de téléspectateurs[42] (première diffusion)

- Marguerite MacIntyre (Shérif Elizabeth Forbes)
- Jody Lyn O'Keefe (Jo Laughlin)

### Épisode 20:Je quitterais tout pour toi
- États-Unis : 30 avril 2015 sur The CW
- Suisse : 1er août 2015 sur RTS Un
- France : 
  - 11 février 2016 sur Série Club
  - 23 août 2016 sur NT1
- Québec :  19 janvier 2018 sur VRAK.TV

- États-Unis : 1,21 million de téléspectateurs[43] (première diffusion)

- Jody Lyn O'Keefe (Jo Laughlin)
- Chris Wood (Kai Parker)

### Épisode 21:Le Mariage
- États-Unis : 7 mai 2015 sur The CW
- Suisse : 1er août 2015 sur RTS Un
- France : 
  - 12 février 2016 sur Série Club
  - 25 août 2016 sur NT1
- Québec :  26 janvier 2018 sur VRAK.TV

- États-Unis : 1,32 million de téléspectateurs[44] (première diffusion)

- Jody Lyn O'Keefe (Jo Laughlin)
- Chris Wood (Kai Parker)

### Épisode 22:Plus rien ne sera comme avant
- États-Unis : 14 mai 2015 sur The CW[45]
- Suisse : 1er août 2015 sur RTS Un
- France : 
  - 28 février 2016 sur Série Club
  - 26 août 2016 sur NT1
- Québec : 2 février 2018 sur VRAK.TV

- États-Unis : 1,44 million de téléspectateurs[46] (première diffusion)

- Jody Lyn O'Keefe (Jo Laughlin)
- Chris Wood (Kai Parker)